# 布朗森 (堪薩斯州)
布朗森（英語：Bronson）是一個位於美國堪薩斯州波旁縣的城市。

## 地方資料
布朗森的面積為1.16平方千米，當中陸地面積為1.16平方千米，而水域面積為0.00平方千米。根據2020年美國人口普查的數據，當地共有人口323人，而人口密度為每平方千米278.45人。